# Džanan Musa
Džanan Musa (Bihać, 8 de mayo de 1999) es un baloncestista bosnio que pertenece a la plantilla del Dubai Basketball de la ABA Liga y la Euroliga. Con 2,02 metros de estatura, juega en la posición de alero.

## Trayectoria deportiva

### Inicios
Comenzó su andadura en el baloncesto en las categorías inferiores del Kos Mostar de su país, hasta que en la temporada 2014-15 se trasladó a Croacia para jugar con el equipo junior del KK Cedevita, con el que debutaría en el primer equipo la temporada siguiente.

### Profesional
En la temporada 2015-16 alternó sus apariciones con el equipo júnior con las del primer equipo del KK Cedevita, jugando incluso varios partidos de la Euroliga, convirtiéndose en el noveno jugador más joven de la historia en debutar en esa competición, con 16 años y 161 días. En el conjunto de competiciones promedió 6,2 puntos, 2,3 rebotes y 1,5 asistencias por partido.
En la temporada 2016-17 sus números en la A-1 Liga se dispararon hasta los 12,8 puntos y 3,3 rebotes por partido, cifras que superaría al año siguiente, llegando a ser elegido MVP de la jornada 9 de la ABA Liga, con una valoración de 46, la mayor de toda la liga, tras lograr 35, puntos, 5 rebotes, 3 asistencias y 3 robos en apenas 27 minutos de juego ante el KK Mornar.

#### NBA
Fue elegido en la vigésimo novena posición del Draft de la NBA de 2018 por Brooklyn Nets. El 12 de julio firmó contrato con el equipo. Tras dos temporadas, el 17 de noviembre de 2020 fue traspasado a los Detroit Pistons junto a una segunda ronda del draft de 2021 vía Toronto Raptors, a cambio de Bruce Brown Jr..

#### Regreso a Europa
El 13 de enero de 2021, firma por el Anadolu Efes de la Türkiye 1 durante tres temporadas. A pesar de ese contrato, no terminó de encajar en el equipo turco, donde solo jugó ocho partidos, en los que promedió 11,4 puntos. 
Por lo que decide utilizar una cláusula de corte de su contrato para que el 21 de julio de 2021 fichara por el recién ascendido a la liga ACB, el Río Breogán. Al término de la Liga ACB 2021-22 es nombrado MVP de la Liga Regular.
El 14 de julio de 2022, Musa firma un contrato con el Real Madrid. El contrato le vincula con el club hasta 2025 con una cláusula que le permite poner rumbo a la NBA en el verano de 2024.
El 7 de julio de 2025 firmó con Dubai Basketball de la Liga ABA y la Euroliga.

## Selección nacional
En 2014 participó en el Campeonato Europeo de Baloncesto Masculino Sub-16, donde lideró el torneo en anotación, con 23 puntos por partido. Repitió participación al año siguiente, proclamándose campeón de Europa, y liderando el torneo tanto en anotación (23,3 puntos por partido) como en asistencias (6,3). Siguió participando con las selecciones de su edad, logrando su mayor hito personal en el Mundial Sub-17 de 2016 en Zaragoza, en el que lideró el torneo en anotación con 34 puntos por partido.
Debutó con la selección absoluta en la fase de clasificación para el Eurobasket 2017, promediando 8,2 puntos y 5,2 rebotes en los cuatro partidos que jugó.
En septiembre de 2022 disputó con el combinado absoluto bosnio-herzegovino el EuroBasket 2022, finalizando en decimoctava posición.

## Estadísticas de su carrera en la NBA

### Temporada regular
| Año     | Equipo   | PJ | PT | MPP  | %TC  | %3P  | %TL  | RPP | APP | ROB | TPP | PPP |
| ------- | -------- | -- | -- | ---- | ---- | ---- | ---- | --- | --- | --- | --- | --- |
| 2018-19 | Brooklyn | 9  | 0  | 4.3  | .409 | .100 | .000 | .6  | .2  | .2  | .0  | 2.1 |
| 2019-20 | Brooklyn | 40 | 0  | 12.2 | .372 | .244 | .750 | 2.2 | 1.1 | .4  | .0  | 4.8 |
| Total   | Total    | 49 | 0  | 10.7 | .376 | .227 | .726 | 1.9 | .9  | .3  | .0  | 4.3 |

### Playoffs
| Año   | Equipo   | PJ | PT | MPP  | %TC  | %3P  | %TL  | RPP | APP | ROB | TPP | PPP |
| ----- | -------- | -- | -- | ---- | ---- | ---- | ---- | --- | --- | --- | --- | --- |
| 2019  | Brooklyn | 2  | 0  | 7.5  | .667 | .000 | —    | .0  | .0  | 1.0 | .0  | 2.0 |
| 2020  | Brooklyn | 3  | 0  | 13.0 | .182 | .000 | .714 | 1.0 | 1.3 | .0  | .3  | 4.7 |
| Total | Total    | 5  | 0  | 10.8 | .286 | .000 | .714 | .6  | .8  | .4  | .2  | 3.6 |